# غواصة يو-12 (ألمانيا)
غواصة يو-12 كانت غواصة ألمانية من طراز يو9 خدمت في سلاح البحرية الإمبراطورية الألمانية.  بنيت في عام 1911 وغرقت قبالة سواحل إسكتلندا في عام 1915. كانت أول غواصة تطلق طائرة في عرض البحر. طلب بنائها في 15 يوليو من عام 1908 من قبل شركة كونيغليش فيرفت دانزيغ. تم إطلاقها في 6 مايو 1910 ودهلت الخدمة في سلاح البحرية الإمبراطوري الألماني في 13 أغسطس 1911. كانت الإمبراطورية الألمانية أول دولة تقوم بتجربة حاملات الطائرات البحرية، حيث كانت الغواصة يوم 12 قادرة على حمل طائرة على سطحها وإطلاقها في البحر. 